# Chlorophytum geophilum
Chlorophytum geophilum är en sparrisväxtart som beskrevs av Albert Peter och Karl von Poellnitz. Chlorophytum geophilum ingår i släktet ampelliljor, och familjen sparrisväxter. Inga underarter finns listade i Catalogue of Life.